# Ogata Kenzan
Ogata Kenzan (尾形 乾山, , 1663, Kyoto - 1743, Edo), né Ogata Shinsei, et connu aussi sous le pseudonyme Shisui, était un peintre et céramiste japonais de l'époque d'Edo, frère cadet du célèbre peintre Ogata Kōrin. Leur œuvre, à tous deux, ressortit à l'école Rimpa.

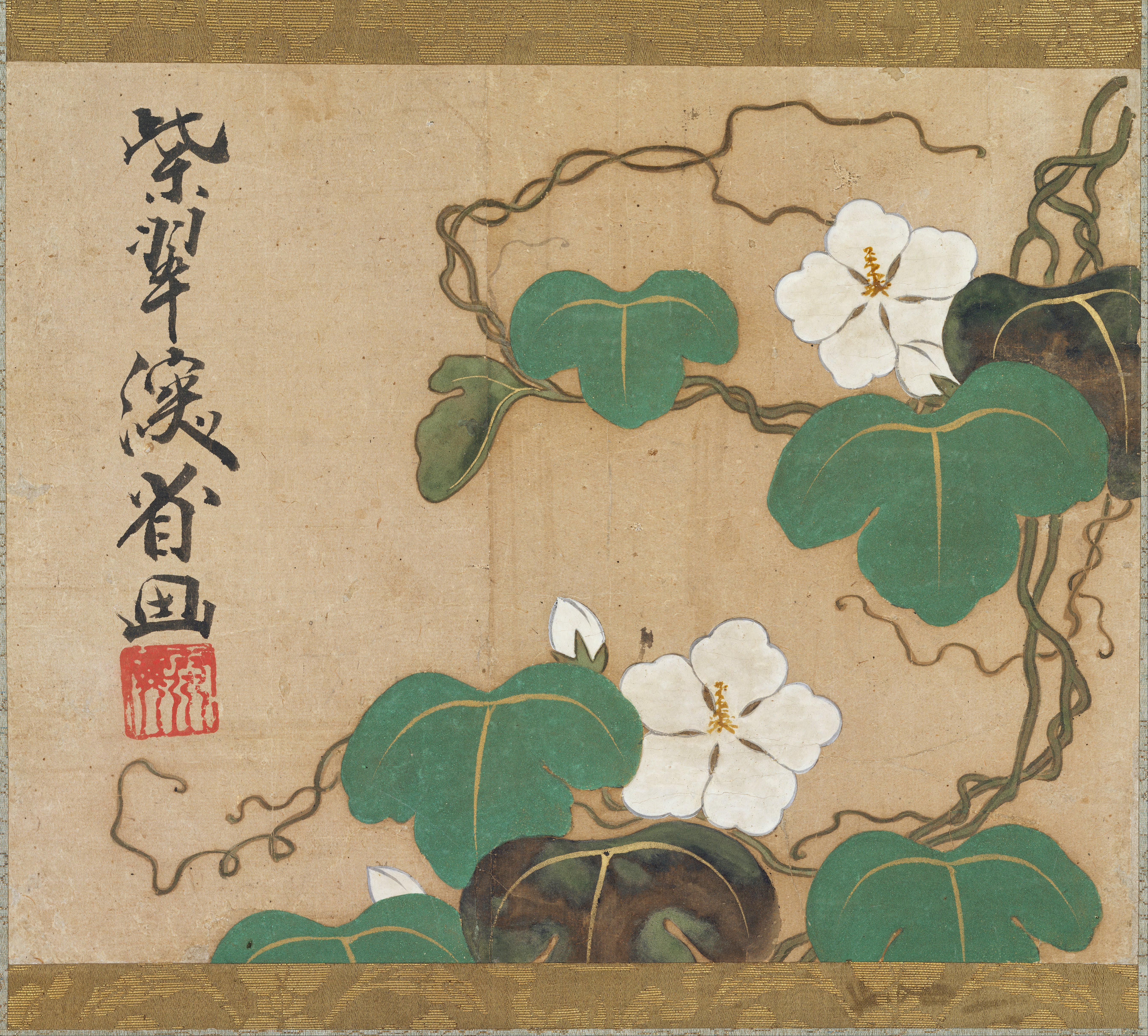
Rouleau suspendu. Encre, couleurs et or sur papier. H 23,9 cm. Musée des beaux-arts de Boston

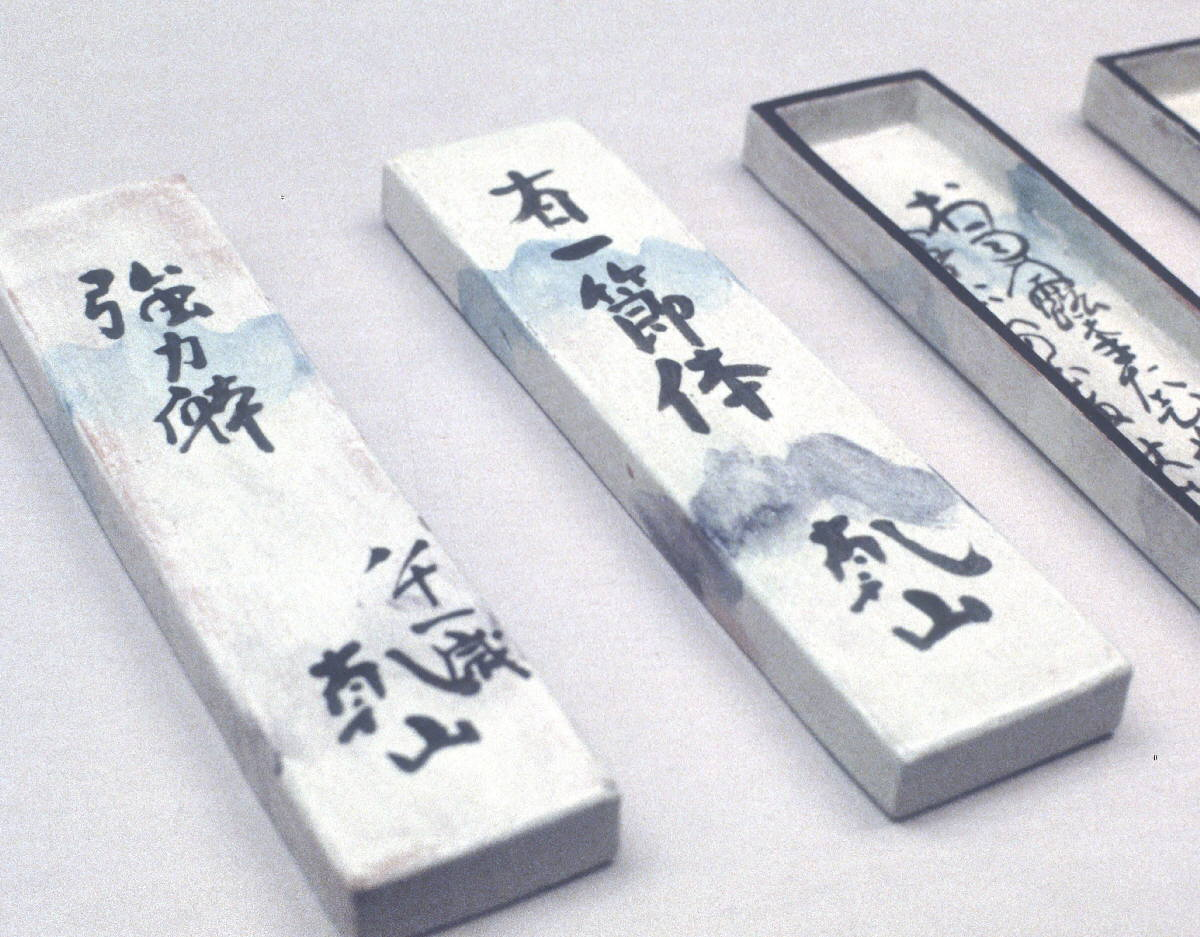
Plats rectangulaires à paysages et calligraphies. Ogata Kenzan (1663-1743). Terre cuite, peinte en bleu de cobalt sous glaçure, début XVIIe siècle. Musée national de Tokyo

Le travail céramique de Kenzan débute en 1699, en tant qu'amateur avec un enthousiasme maladroit et un iconoclasme naïf. Cette combinaison improbable l'amène à créer des vases qui contrastent fortement avec la porcelaine d'Arita alors à la mode.
Son nom est devenu celui d'une dynastie de céramistes, pas forcément héréditaire. Ogata Ihachi (vers 1720-1760), durant l'époque d'Edo, était le deuxième du nom. L'anglais Bernard Leach a reçu le titre de Kenzan VII.
Dans les plats quadrangulaires du Musée Guimet, il reprend le format, presque carré, dévolu depuis l'époque Heian à la calligraphie et à la peinture « de motifs sous-jacents » (shikishi). Tandis que d'autres artistes de l'école Rimpa - dont Hon'ami Kōetsu et Tawaraya Sōtatsu - ont repris dès le XVIIe siècle ce type de format en peinture, c'est Ogata Kenzan qui a suivi cette même démarche dans le champ de la céramique. Dans le plat à décor d'iris, le fond d'engobe blanche rapproche ainsi ce grès d'une feuille de papier blanc. Or ce plat présente des bords hauts, dont la partie interne est intégrée dans l'espace de la composition picturale. Celle-ci se situe dans le prolongement des peintures de l'école Rimpa, plus précisément celles de son frère, Ogata Kōrin : le principe compositionnel de la répétition, le traitement des motifs sans contour et peu nuancés ou en a-plat et « l'attention portée aux métamorphoses de la matière colorée ». Il s'agit ici non du jeu de l'encre et de l'eau sur le papier mais du comportement des composants chimiques, qui vont donner les couleurs et leurs effets de matière, en fonction de la chaleur sur l'engobe recouvrant le grès. Le jeu qu'établit Ogata Kenzan avec la peinture en réalisant ce plat de céramique se manifeste aussi dans le rebord externe. Ici il reprend un motif au pochoir, en bleu et noir , qui évoque les brocarts de soie qui servent de support et de cadre aux peintures de type kakémono. Enfin le motif des iris fait allusion à l'épisode IX des Contes d'Ise (Ise monogatari) - « La Rivière aux huit Ponts » - un thème que Ogata Korin a lui-même traité plusieurs fois à l'échelle monumentale des paravents. La transposition de ce thème pictural traité par le peintre reconnu qu'était son propre frère, peut relever de l'hommage, de l'émulation ou d'une influence, alors que ce plat manifeste la maitrise des procédés complexes de la céramique, en tout cas cela témoigne d'une démarche d'artiste dans une pratique de céramiste.
- Ogata Kenzan, céramiste. Pendant la période centrale de son activité de céramiste : 1699-1731[4]. Au Musée national des arts asiatiques - Guimet

Ogata Kenzan, céramiste. Pendant la période centrale de son activité de céramiste : 1699-1731. Au Musée national des arts asiatiques - Guimet
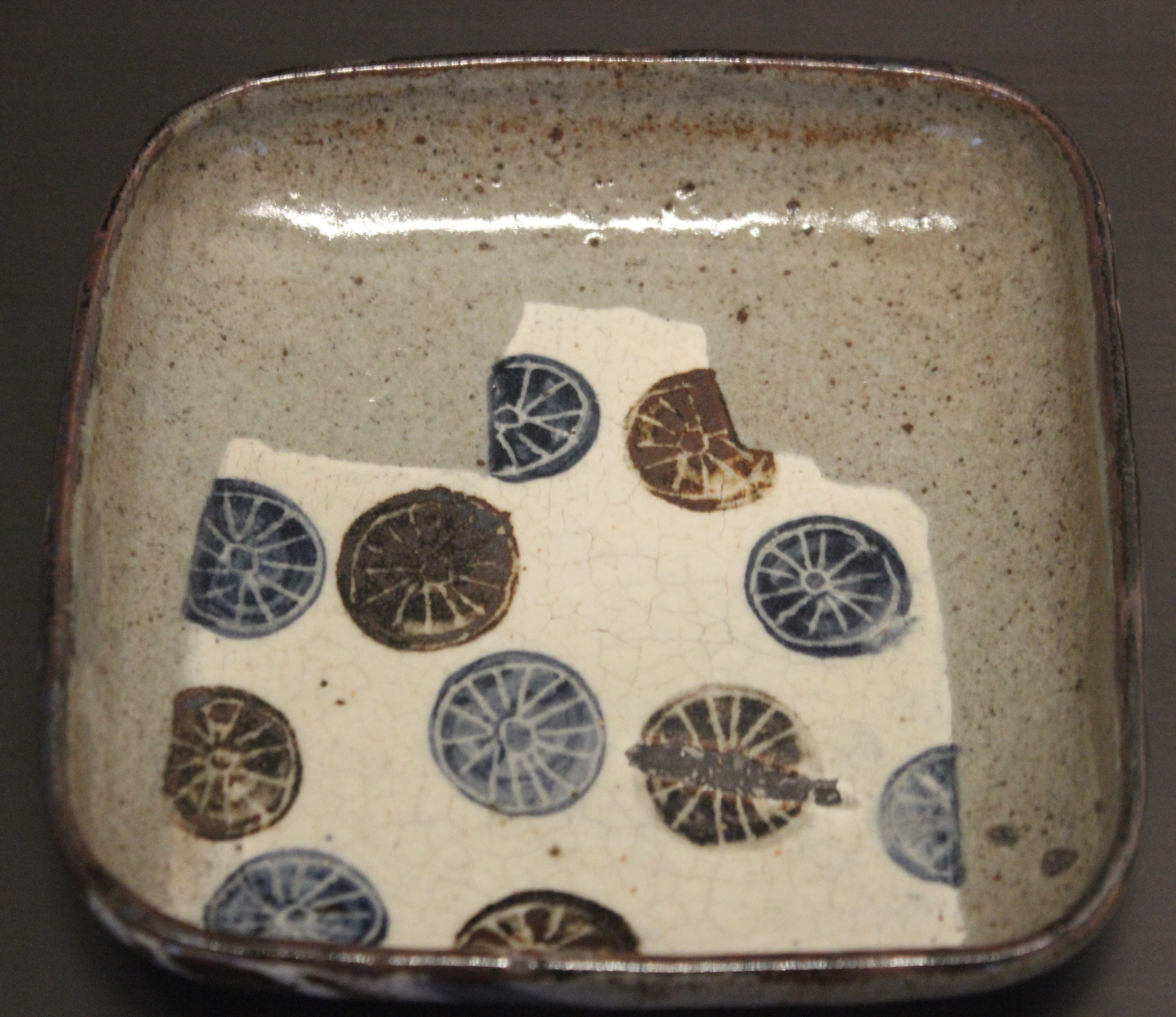
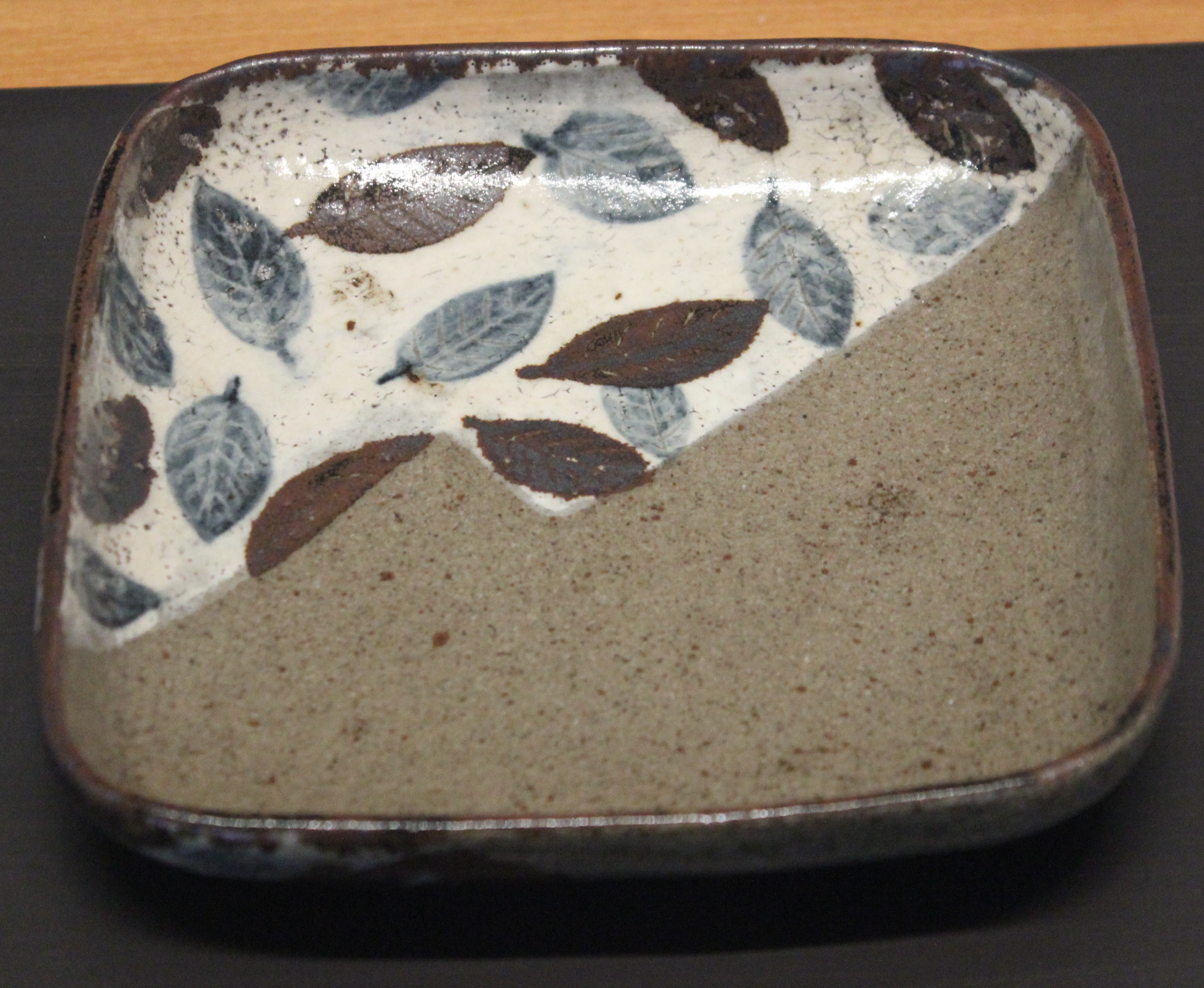
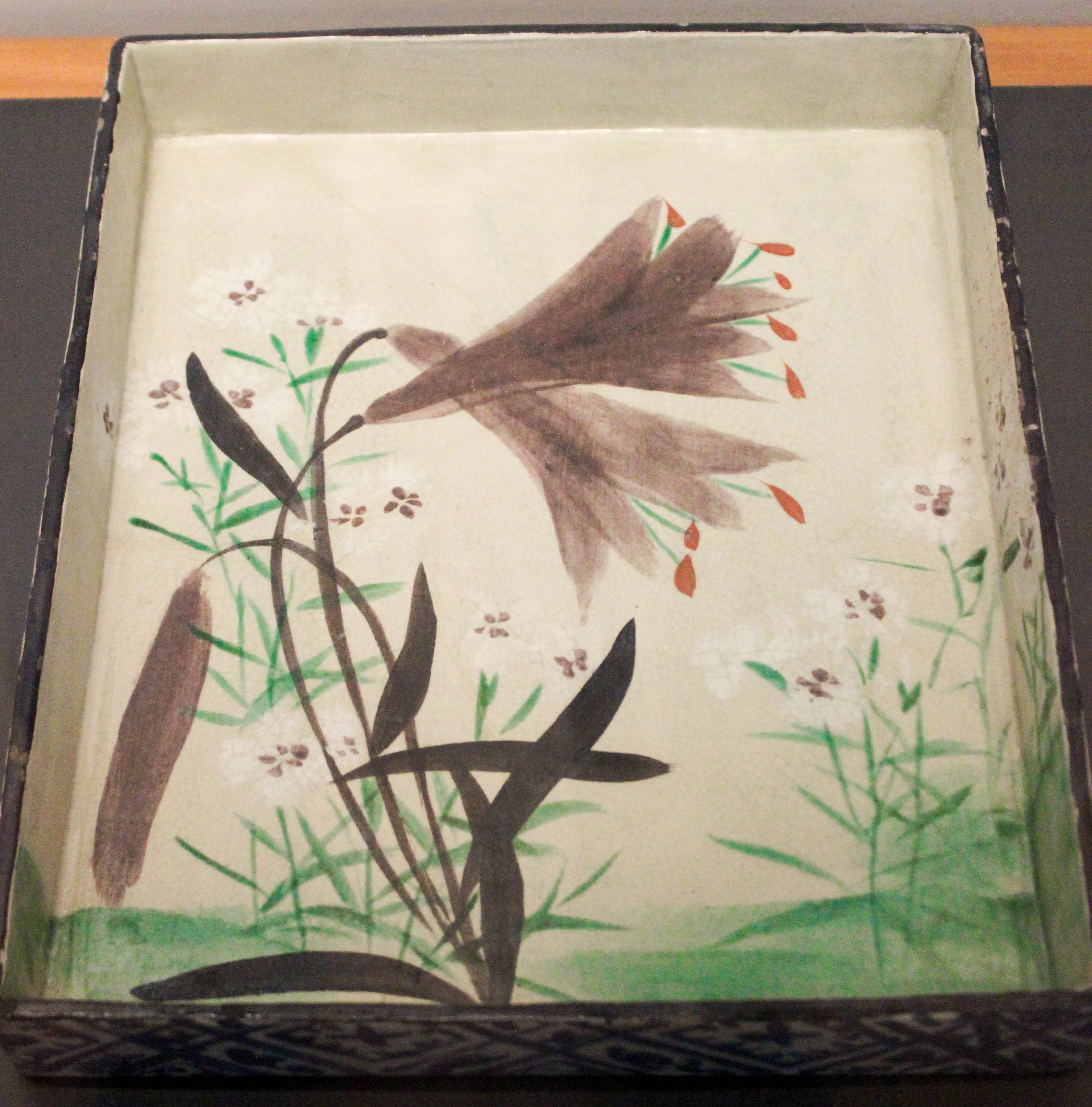
Plat rectangulaire (kakuzara) à décor de lys.
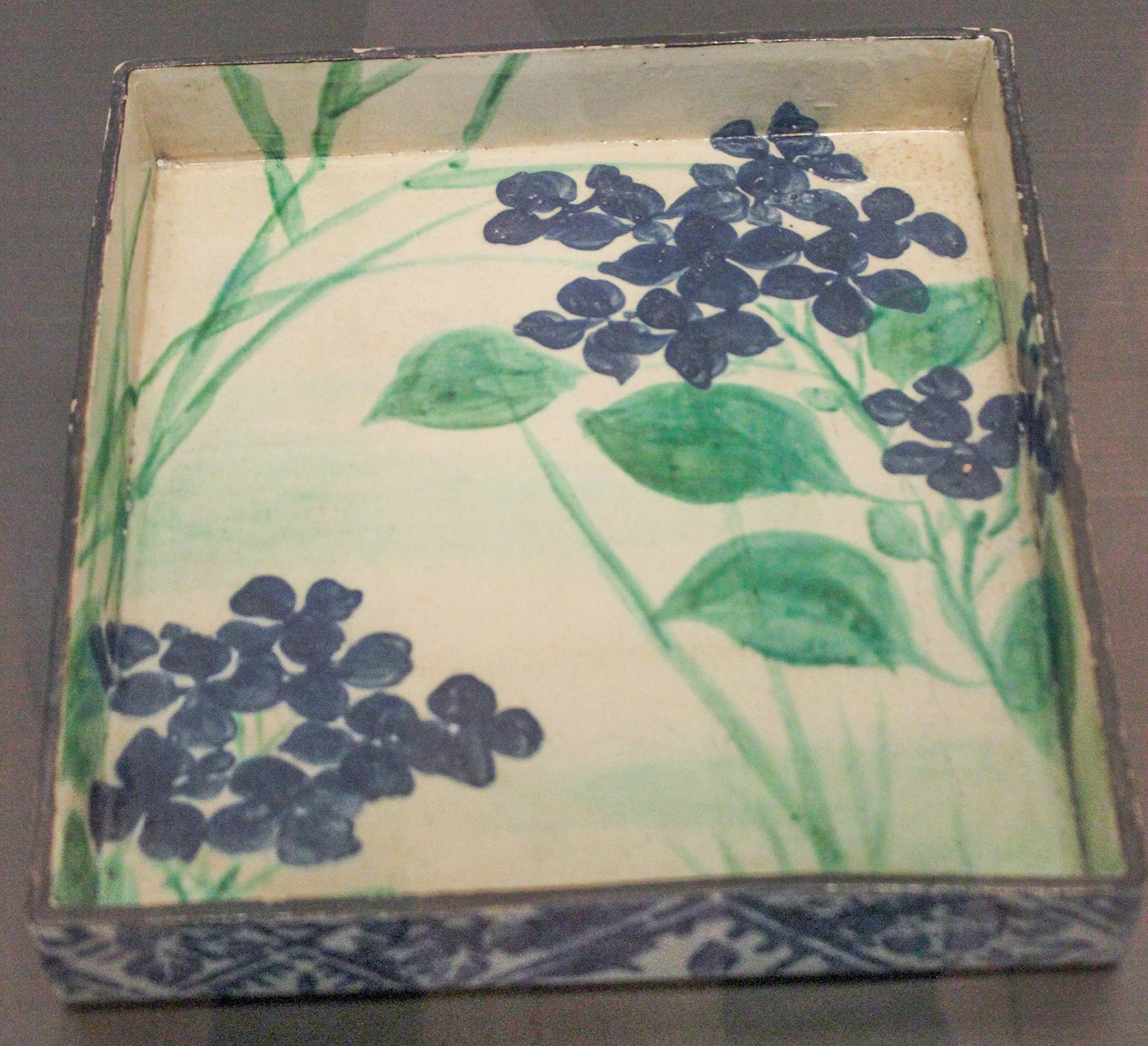
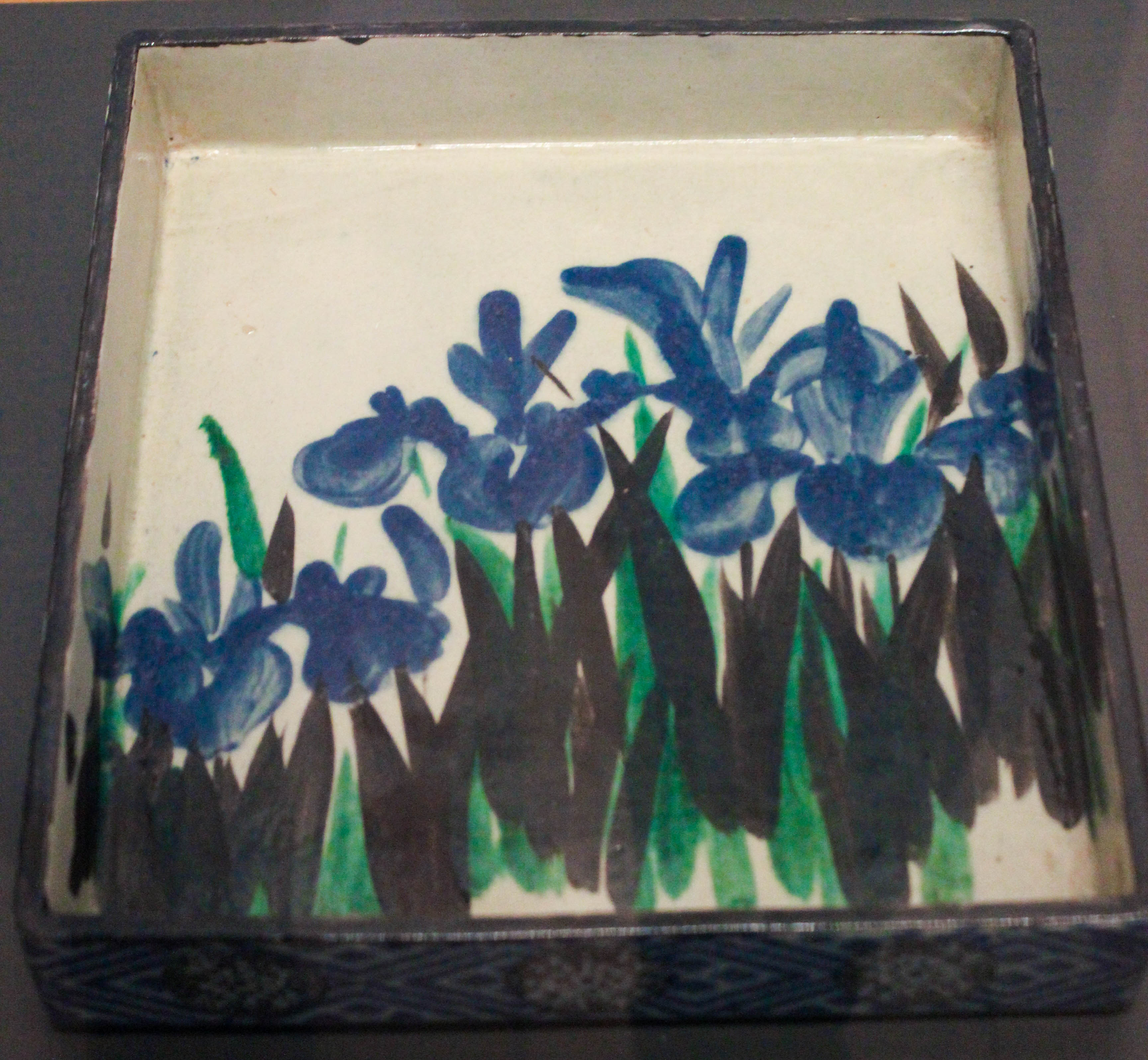
Plat quadrangulaire (kakuzara) à décor d'iris. Entre 1699 et 1711. Grès, engobe blanche, émaux sous couverte. H 25,3 x L 22,8 x P env. 5 cm
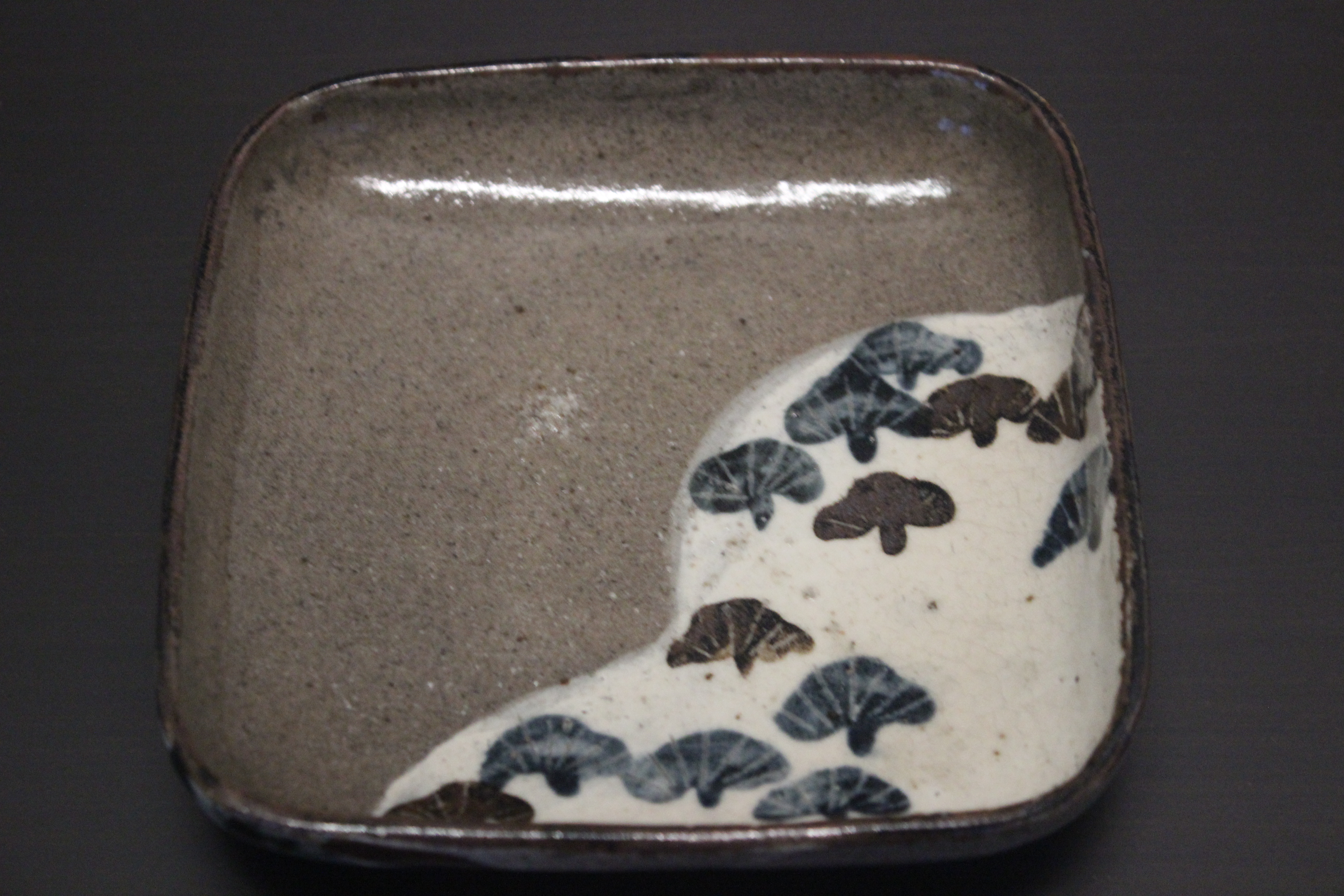

Ogata Kenzan. Au Musée des beaux-arts de La Rochelle
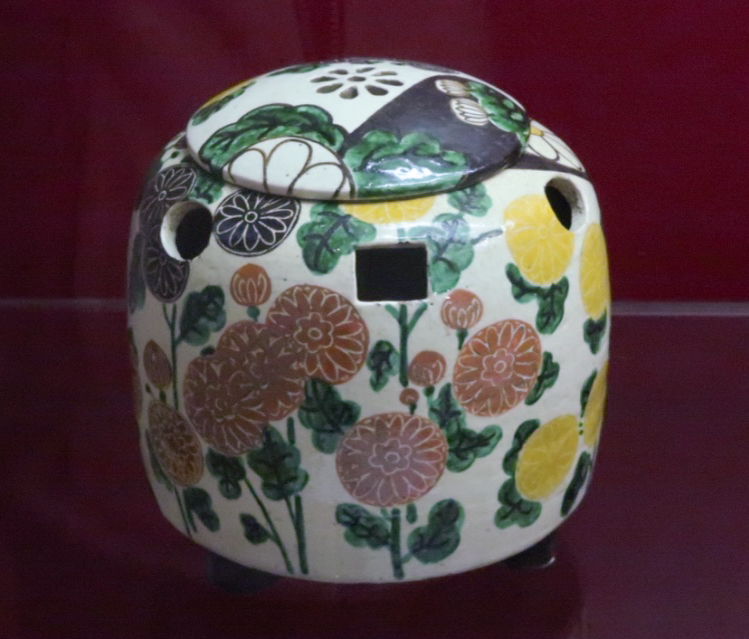
Brûle-parfum. Grès à décors sous couverte
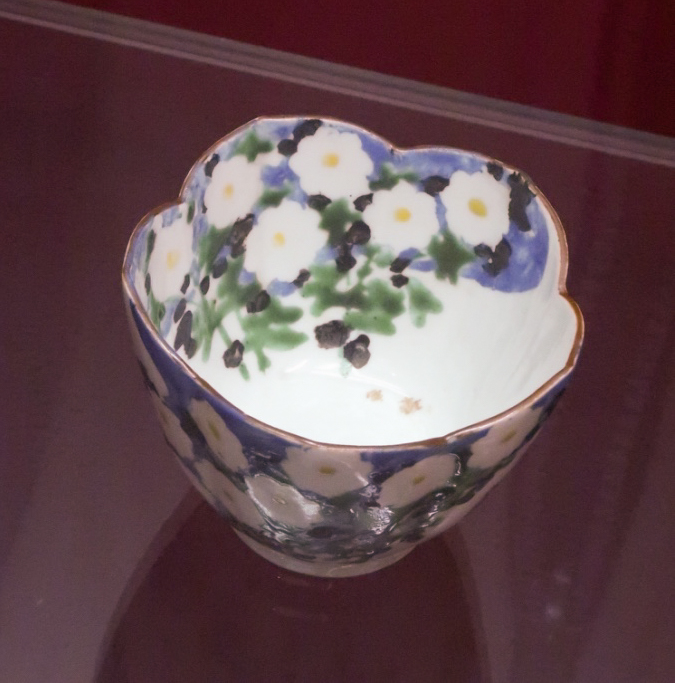
Bol à bordure en lobes et à décor de fleurs. Grès à décor sous couverte
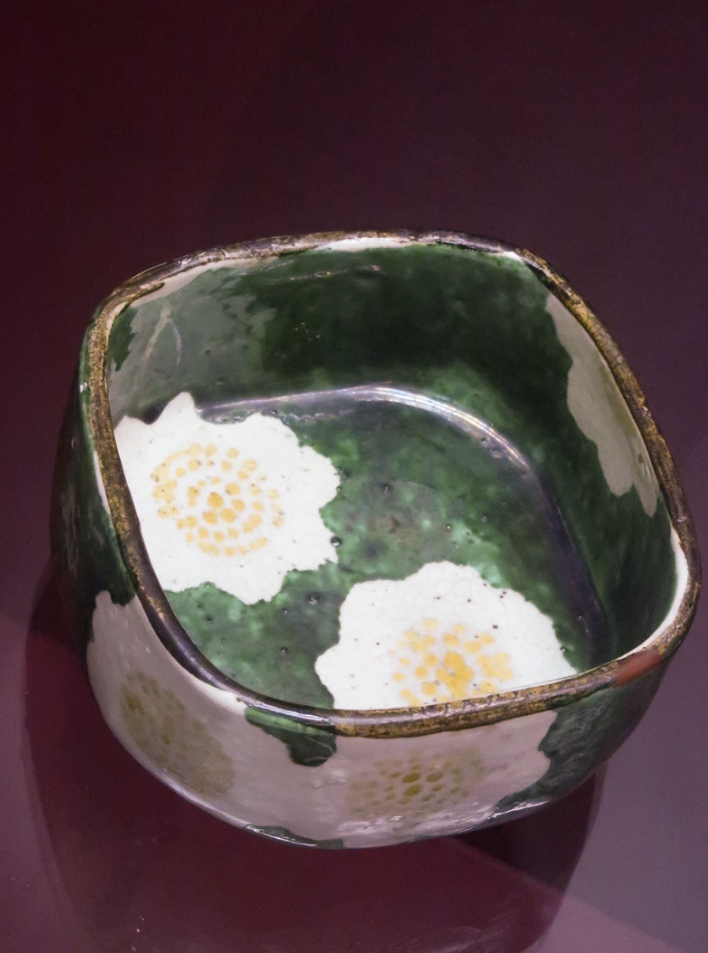
Boîte carrée à décor de fleurs en réserve sur fond d'émail vert
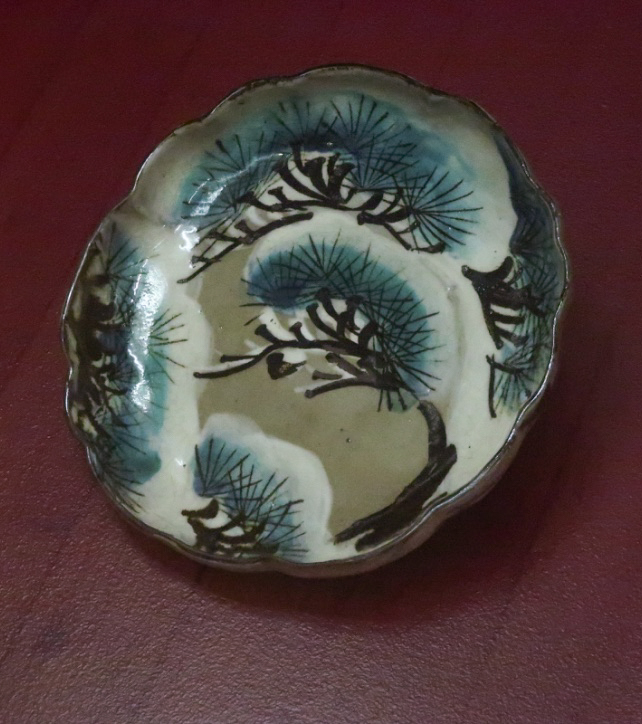
Coupe ovale à décor de paysage. Grès à décors sous couverte
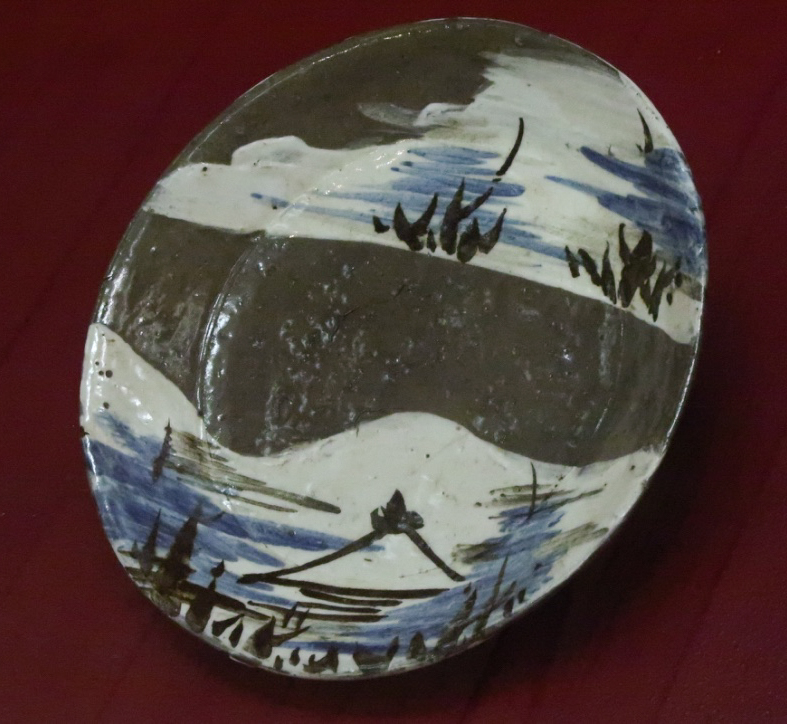
Coupe ovale à décor de paysage. Grès à décor d'émaux (sous couverte ?)
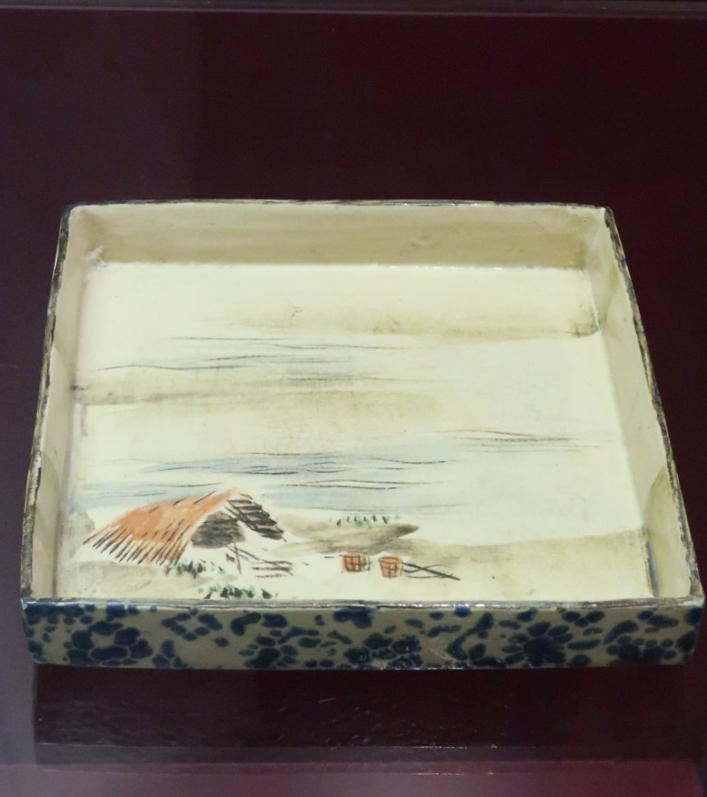
Plat rectangulaire à décor de paysage. Grès à décors sous couverte

## Source de la traduction
- (en) Cet article est partiellement ou en totalité issu de l’article de Wikipédia en anglais intitulé « Ogata Kenzan » (voir la liste des auteurs).